# Venedig
Venedig (italienska: Venezia [veˈnɛttsja]

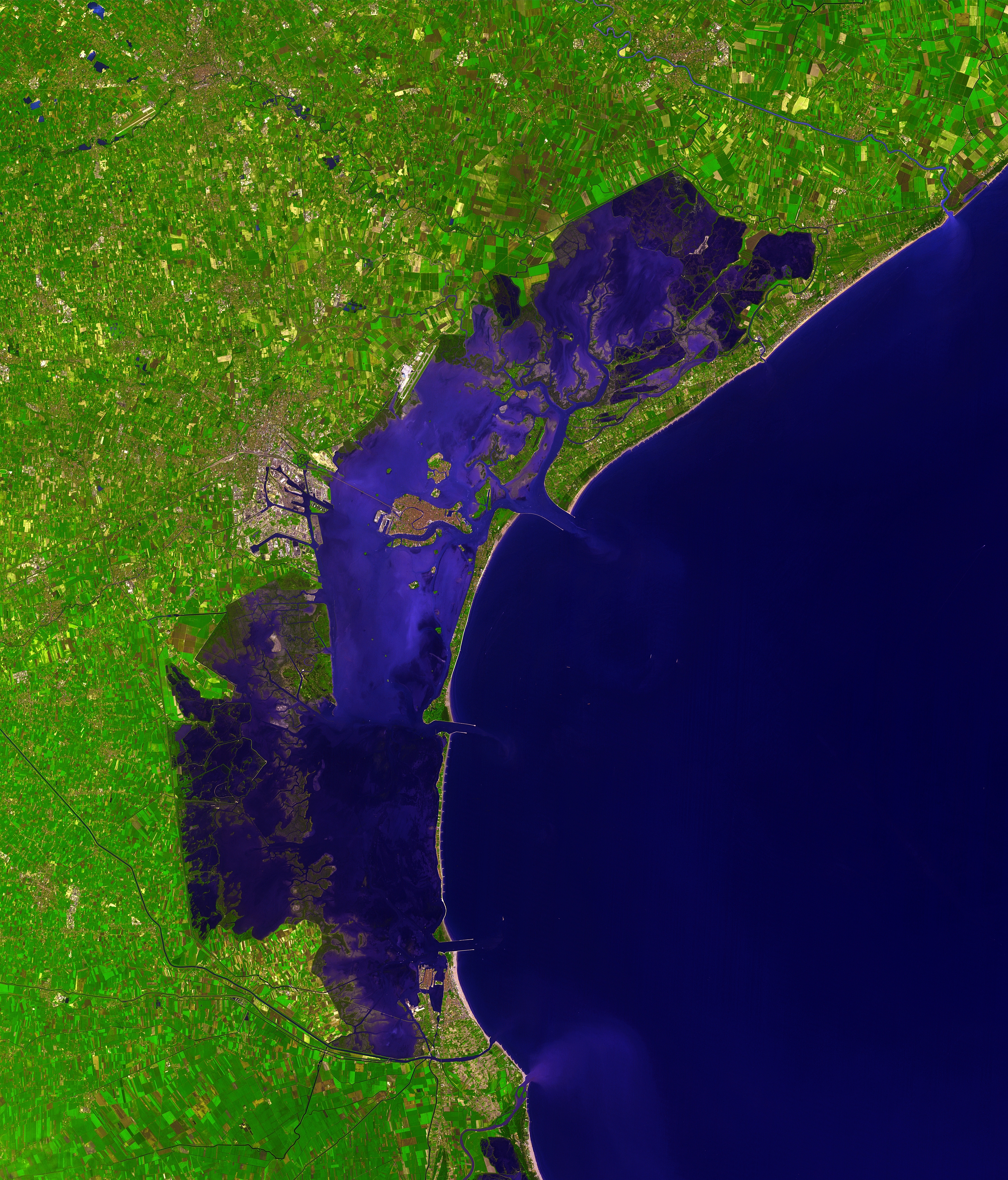
Satellitbild av Venedig och lagunen.

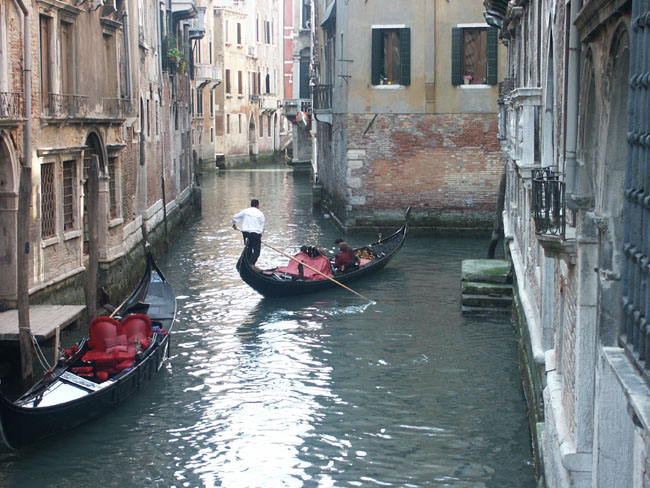
Gondoler i Venedig

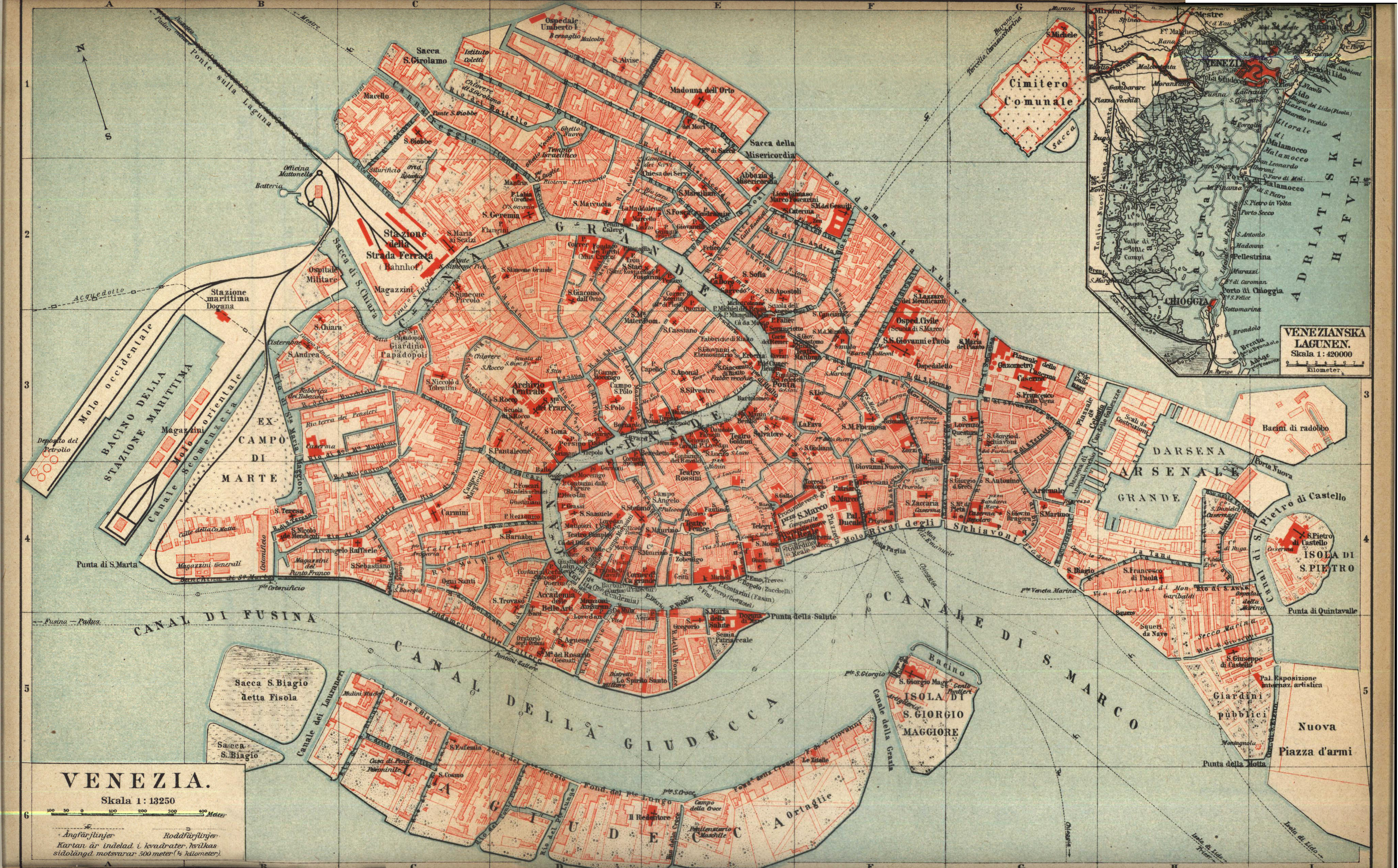
Karta över Venedig på 1920-talet (ur Nordisk familjebok)

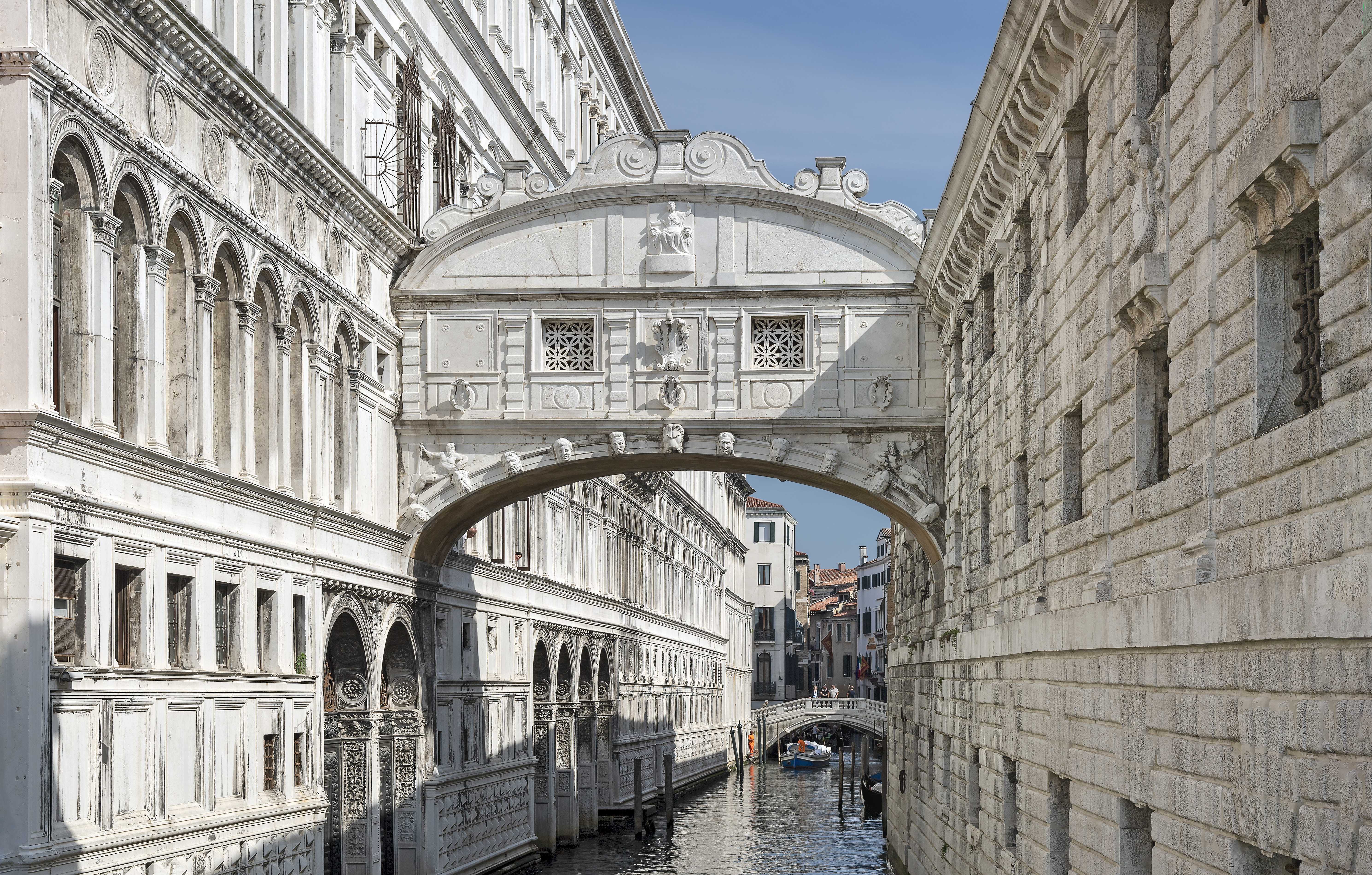
Ponte dei Sospiri, Suckarnas bro

 ( lyssna); venetianska: Venesia eller Venexia, [veˈnɛsja]) är en stad och kommun i nordöstra Italien, belägen i och omkring en lagun vid Adriatiska havets norra del. Staden är huvudstad i regionen Veneto och huvudort i storstadsregionen Venedig, innan 2015 provinsen Venedig. 1987 fick staden och dess lagun status som världsarv. Invånarna kallas venetianare och vissa talar ett romanskt språk kallat venetianska, men italienska är det vanligaste språket.

## Läge och administrativ indelning
Stadens historiska centrum ligger på några öar i mitten av Venediglagunen några mil norr om floden Pos mynning i Adriatiska havet. Viktigast är den av Canal Grande tudelade huvudön och ön La Giudecca, som skiljs från huvudön av Canale della Giudecca. På fastlandet ligger tätorterna Mestre och Marghera som administrativt tillhör kommunen Venedig (men inte staden) liksom Lido samt öarna Torcello, Murano, Burano, Sant'Erasmo och Vignole. Runt lagunen finns andra städer, till exempel fiskestaden Chioggia som är en egen kommun och har binamnet ”det mindre Venedig”.
Venedig är en stad byggd på vattnet, byggd på miljontals träpålar av ek och alm som slagits ned i den sandiga och leriga jorden.
Venedig består av sex stadsdelar samt öarna utanför. Det är dessa som symboliseras i gondolens förstäv - tillsammans med Dogens huvudbonad. De sex stadsdelarna, kallade sestieri, är:
- Canaregio: Den nordvästra stadsdelen.
- Castello: Den östligaste stadsdelen, där man finner fotbollsplanen, basketarenan samt Biennalen. Stadsdelen fick sitt namn av borgen som skyddade österut mot havet.
- San Marco: Den centrala delen, där bland annat domkyrkan med skyddshelgonet Sankt Markus reliker är belägen.
- San Polo: Stadens/republikens handelscentrum, som ligger mittemot San Marco på andra sidan Rialtobron.
- Santa Croce: Den västligaste stadsdelen, med järnvägsstationen St:a Lucia och busstationen Piazzale Roma.
- Dorsoduro: Den ”hårda ryggraden” (dorso duro) av Venedigs 118 öar.

## Historia
Det som i dag är Venedig utvecklades redan under den senare antiken i form av utspridda orter som låg på öarna i lagunen. Namnet Venedig har anknytning till folket veneter, som levde i området.
Staden befolkades av flyktingar från övre Italien som här sökte skydd från hunnernas invasion år 452 och senare från langobarderna 568. En annan (mindre trolig) berättelse om ursprunget till stadens namn är att de flyktingar som tog skydd från hunnerna hälsade med Veni etiam ("även jag har kommit hit"). Venedig blev politisk efterföljare till staden Torcello, en betydande biskopsstad som av okända anledningar blev övergiven av invånarna, som flyttade till Venedig.
Som utpost av det bysantinska riket bevarade venetianerna sin självständighet mot det frankiska riket och det heliga romerska riket, i motsats till alla övriga städer i övre Italien. Det bysantinska inflytandet i staden ser man även på många byggnader, till exempel Basilica di San Marco. De gynnades även av att Bysans inte fick behärska sin utpost på grund av invasionerna av langobarder, franker, slaver, avarer, perser och araber. Istället fick Venedig möjlighet att spela ut kejsarrikena mot varandra så att de fick bra handelsuppdrag som gav staden en monopolställning i handeln mellan västra Europa och Bysans under många århundraden. Tidigt i historien fick Venedigs stadsadel en ledande ställning tack vare handelsprivilegier. På detta sätt bildades republiken Venedig som under 1300-talet utvidgades till fastlandet. Som följd av korstågen och av handelsprivilegierna, vilka märktes även i den bysantinska huvudstaden, ökade fientligheter mellan venetianer och bysantiner.
Under det fjärde korståget lyckades dogen Enrico Dandolo rikta krigsinsatsen mot Konstantinopel som erövrades och plundrades 1204. Det nybildade latinska riket blev dominerat av Venedig. Talrika plundrade konstskatter flyttades från Bysans till väst, till exempel en quadriga av brons som idag finns i Basilica di San Marco (kopior av hästarna finns på Blasieholmstorg i Stockholm). Denna kupp var en huvudorsak till misstron hos de ortodoxa folkgrupperna i Östeuropa, speciellt ryssarna, mot Västeuropa, men den ledde även till en längre konflikt med republiken Genua som slutade i fyra ödesdigra krig. I det sista av dessa krig erövrade genuesarna 1381 det på södra delen av lagunen belägna Chioggia, men kom inte vidare och måste återvända. Medan Genua tog över handeln till Svarta havet hade Venedig handeln med Levanten kvar. Genom vigsel mellan Caterina Cornaro och den sista kungen av Cypern, Jakob II, blev Cypern behärskat av Venedig efter det att kungen och hans tronföljare hade dött.

## Transporter
I Venedig tillåts ingen biltrafik förutom på vändplanen vid Piazzale Roma. Man går eller tar egen båt, gondol eller båttaxi, traghetto eller vaporetto. Att promenera är relativt enkelt, men gatorna är trånga och ojämna och det finns många trappbroar att ta sig över. De extrema högvatten som ibland förekommer kan orsaka framkomlighetsproblem, 2003 inleddes byggandet av översvämningsbarriären MO.S.E.. Barnvagnar är också sällsynta i Venedig och är man rullstolsburen behöver man ofta en medhjälpare så att man lättare kan ta sig ombord på en vaporetto. Viss anpassning för funktionsnedsatta finns i centrala delarna av staden. Trappbroarna på de centrala huvudstråken har hiss för barnvagnar och rullstolar.

### Båt
Det bästa sättet att förflytta sig i Venedig är att åka båt. Det vanligaste färdmedlet är vaporetton, en sorts vattenbuss, som har flera linjer runt Venedig och genom Canal Grande, samt till öarna runt om. Att åka gondol är det klassiska sättet att ta sig fram även på de mindre kanalerna som skär genom Venedig, men priset gör att det används mest av turister. En enklare och billigare sorts gondol med ståplatser, traghetto, används på Canal Grande där broar saknas. Venedig har även taxibåtar.
Den fasta befolkningen i Venedig har ofta egna båtar som påminner om en liten traghetto och som ros stående i aktern. Varutransporter sköts med båtar liksom kommunens underhåll och sophämtning, och även polis, brandkår och ambulanspersonal tar sig fram med båt i staden.
Stora passagerarfartyg kan också anlöpa Venedigs hamn, men hastigheten är begränsad för att inte orsaka vågor som kan ställa till skada på byggnader och omgivning.

### Flyg
Venedigs flygplats, Venedig Marco Polos flygplats, ligger 8 kilometer nordost om staden. Flygplatsen trafikeras av ett stort antal flygbolag med flyglinjer till de flesta större europeiska städer och även till USA och Asien. Mellan flygplatsen och staden kan man åka taxi, reguljärbuss, flygbuss eller båttaxi. Flygbussen går till Piazzale Roma. En annan flygplats som ligger nära Venedig är Trevisos flygplats, cirka 20 kilometer norr om staden. Dit flyger främst lågprisflygbolag såsom Ryanair. Från Trevisos flygplats finns direktbussar till Venedig.

### Tåg
Venedigs järnvägsstation heter Santa Lucia och ligger alldeles intill Canal Grande. Vaporetti finns att tillgå rakt utanför huvudentrén. Härifrån går tåg till de flesta stora italienska städer.
En av Orientexpressens linjer går till Venedig.

### Bil
Det går att köra bil till Venedig. Bron som förbinder Venedig med fastlandet leder in till Piazzale Roma. Här finns parkering för korta stopp och i närheten finns flera parkeringshus. De största hyrbilsfirmorna har sina kontor vid Piazzale Roma, där det också går regionala bussar till andra orter i regionen. På Lido och Pellestrina, de båda långsmala öarna som vetter mot havet, är biltrafik tillåten och bilfärja finns från Tronchetto.

## Kultur och arkitektur

### Kyrkor
- Basilica di San Marco
- Chiesa dell'Abbazia della Misericordia
- Chiesa di San Maurizio
- Chiesa di San Samuele
- San Giovanni Crisostomo
- San Giacomo dall'Orio (San Giacomo Apostolo)
- San Giorgio Maggiore
- San Giovanni e Paolo (San Zanipolo)
- San Polo
- Chiesa di San Salvatore
- San Zaccaria
- Santa Maria dei Miracoli
- Santa Maria della Salute
- Santa Maria Gloriosa dei Frari
- Santi Apostoli
- San Geremia
- San Giovanni in Bragora
- Chiesa di Santa Maria Assunta

### Museer
- Gallerie dell'Accademia
- Museo del Ghetto
- Museo di Scienze Naturali
- Palazzo Grassi
- Peggy Guggenheim
- Querini Stampalia
- Scuola Grande di San Rocco di Venezia

### Palats
- Ca' d'Oro
- Ca' Pesaro
- Ca' Rezzonico
- Ca' Vendramin Calergi
- Ca' Venier dei Leoni
- Palazzo Cavalli-Franchetti
- Palazzo Contarini del Bovolo
- Palazzo Corner Mocenigo på San Polo
- Palazzo Corner Spinelli
- Palazzo dei Camerlenghi
- Palazzo Donà
- Palazzo Ducale
- Palazzo Grassi
- Palazzo Grimani på Santa Maria Formosa
- Palazzo Mocenigo på San Polo
- Palazzo Pisani i Piscina San Samuele
- Palazzo Soranzo på San Polo
- Palazzo Tiepolo på San Polo
- Palazzo Zaguri
- Ca' da Mosto

### Torg
- Piazza San Marco
- Campo Sant'Angelo
- Campo San Bortolo
- Campo San Luca
- Campo Manin
- Campo San Polo
- Campo San Stefano
- Campo San Tomà
- Campo Santa Margherita

### Broar
- Ponte dell'Accademia
- Ponte della Paglia
- Ponte di Rialto (Rialtobron)
- Ponte degli Scalzi
- Ponte dei Sospiri (Suckarnas bro)
- Ponte di Calatrava - nybyggd bro över Canal Grande

### Övrigt
- Arsenale di Venezia
- Casinò di Venezia
- Ghetto di Venezia
- Lido di Venezia
- Palazzo del Cinema på Lido
- Piombi
- Scuola Grande di San Marco
- Squero di San Trovaso
- Scuola vecchia della Misericordia
- Teatro La Fenice

## Venedigs omgivningar

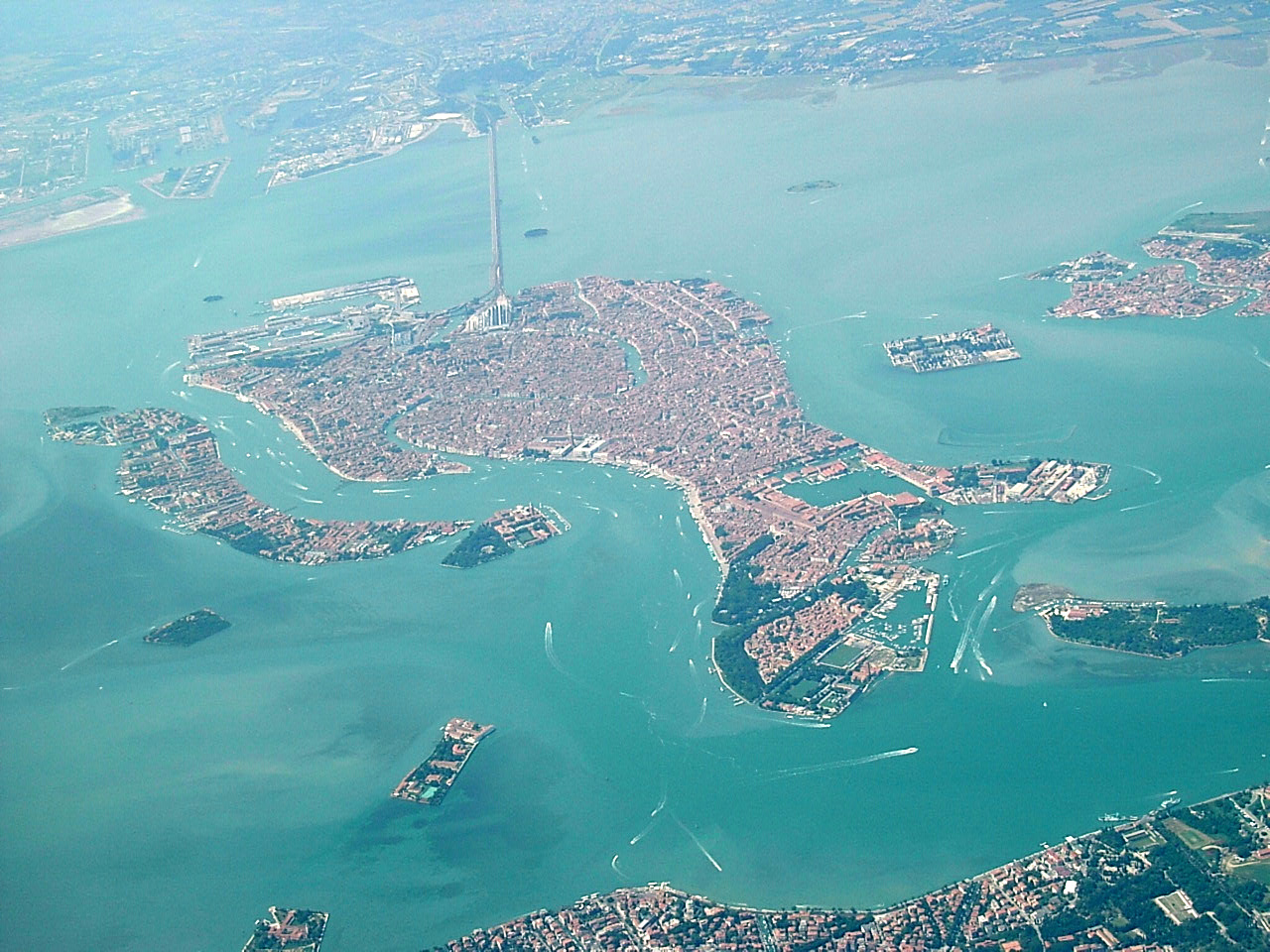
Flygfoto över Venedig med bron Ponte della Libertà längst upp i bild

Runt Venedig ligger några öar, såsom Murano, Burano, Torcello, Isola di San Clemente, San Michele, Lido di Venezia och Pellestrina.

## Kända personer från Venedig
- Giacomo Casanova (1725-1798), äventyrare, författare
- Marco Polo (1254-1324), Kinaresenär
- Tintoretto (1518-1594), målare
- Tizian (1400-talets slut - 1576), målare
- Antonio Vivaldi[4]
- Terence Hill, skådespelare, regissör

## Evenemang
- Carnevale di Venezia
- Biennale di Venezia
- Vogalonga (maggio)
- Festa del Redentore (tredje lördagen i juli)
- Mostra internazionale d'arte cinematografica di Venezia
- Regata storica (första söndagen i september)
- Maratona di Venezia
- Festa della Madonna della Salute (21 november)
- San Marco (25 april)

## Galleri

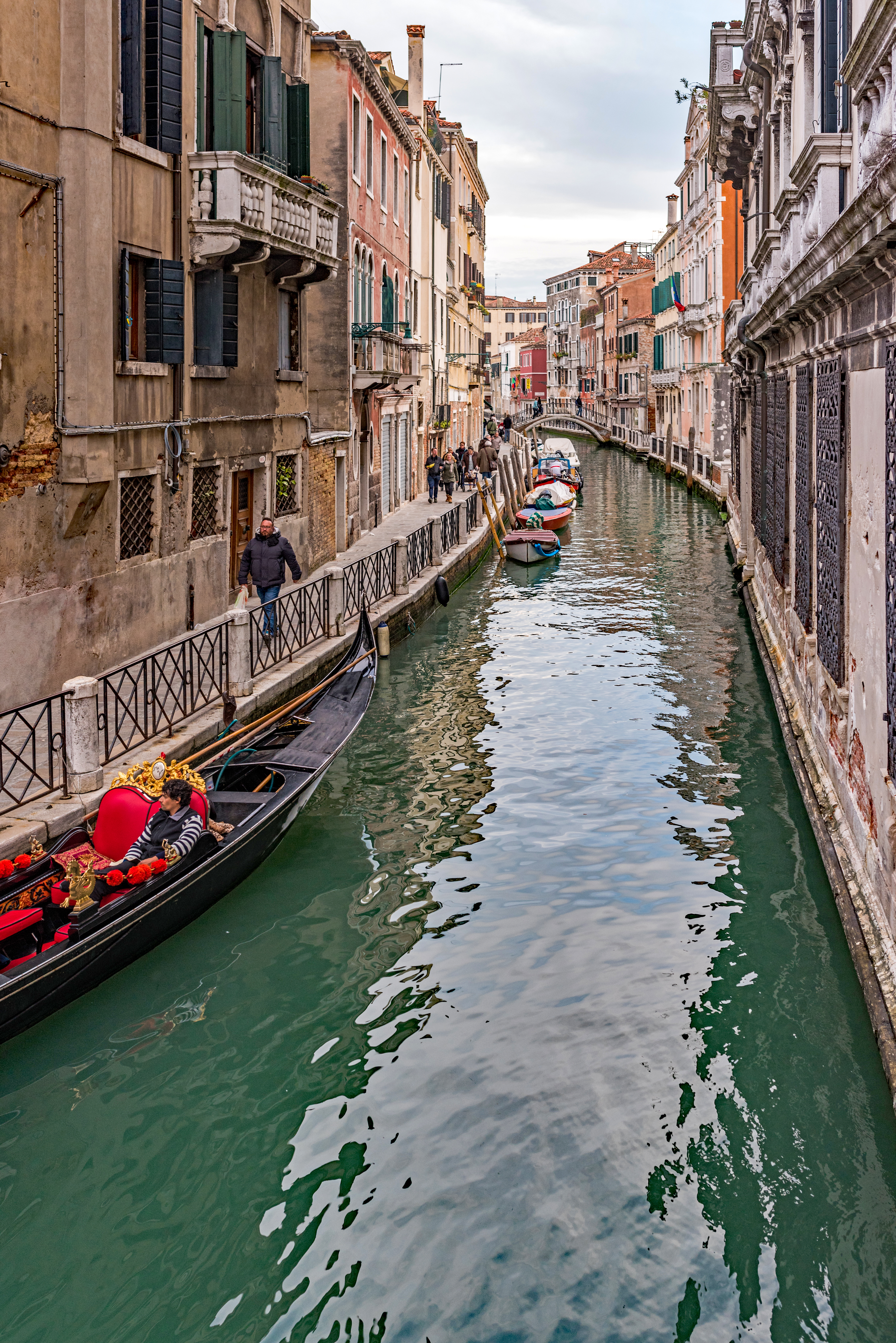
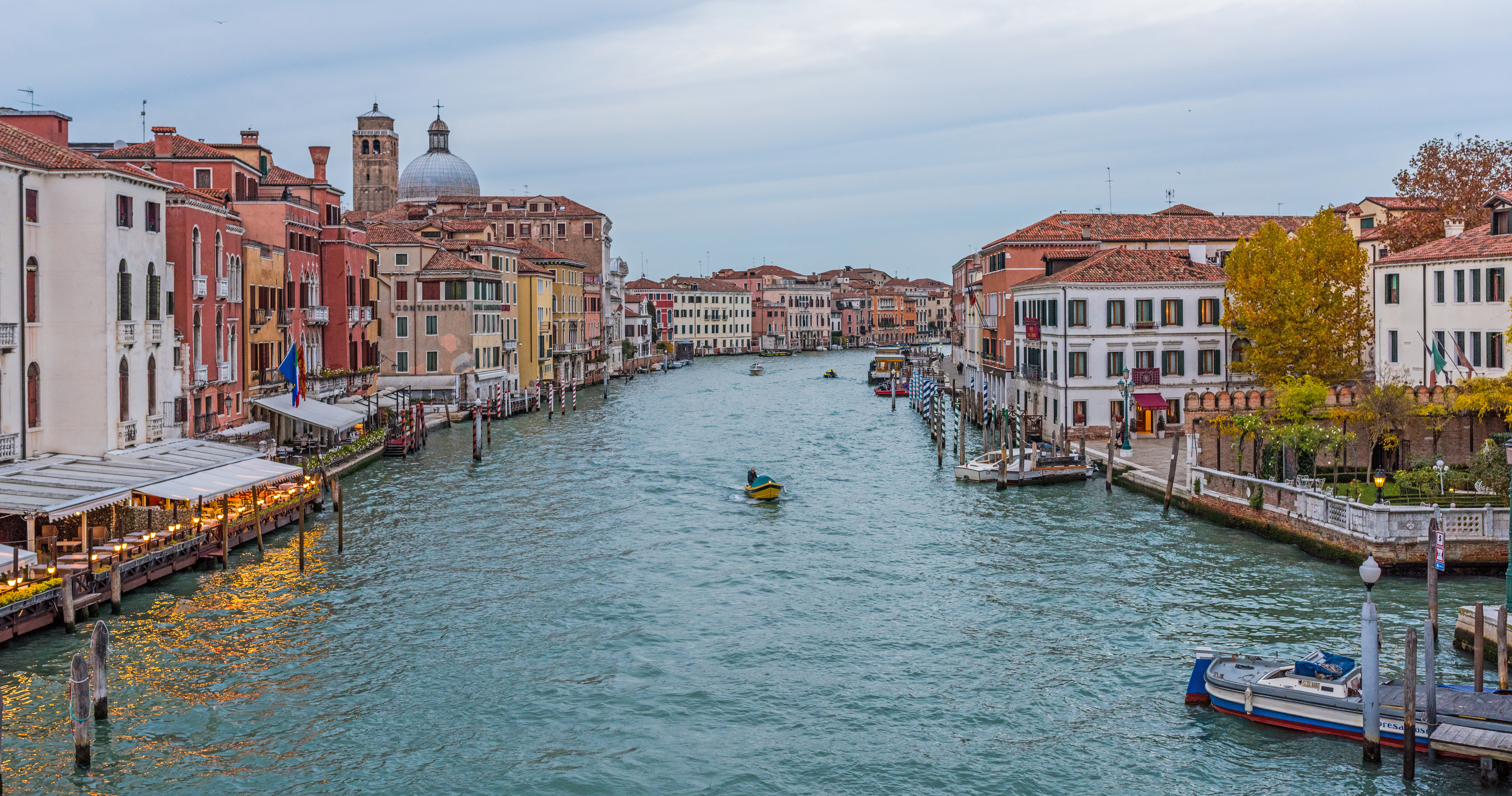
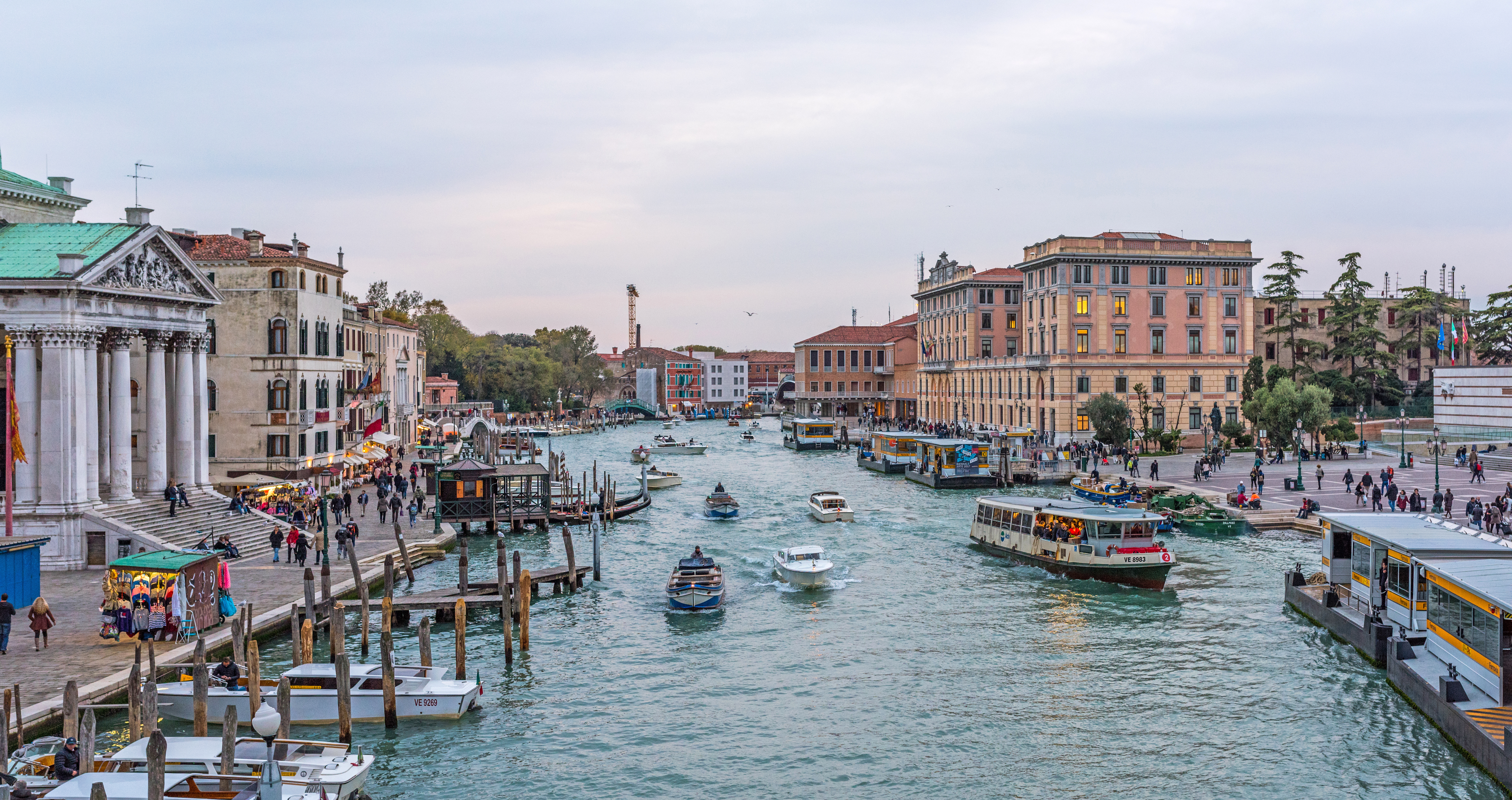
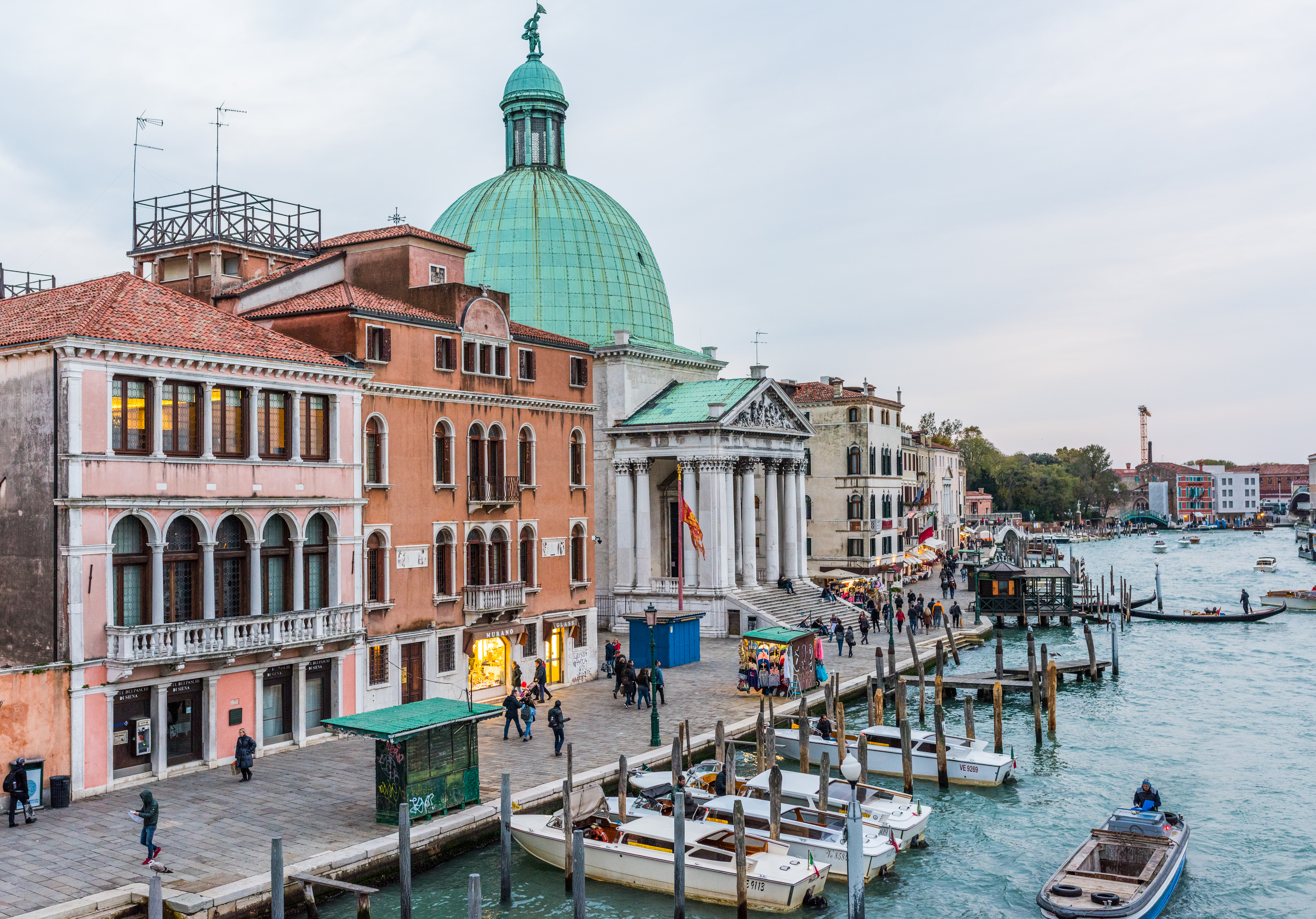
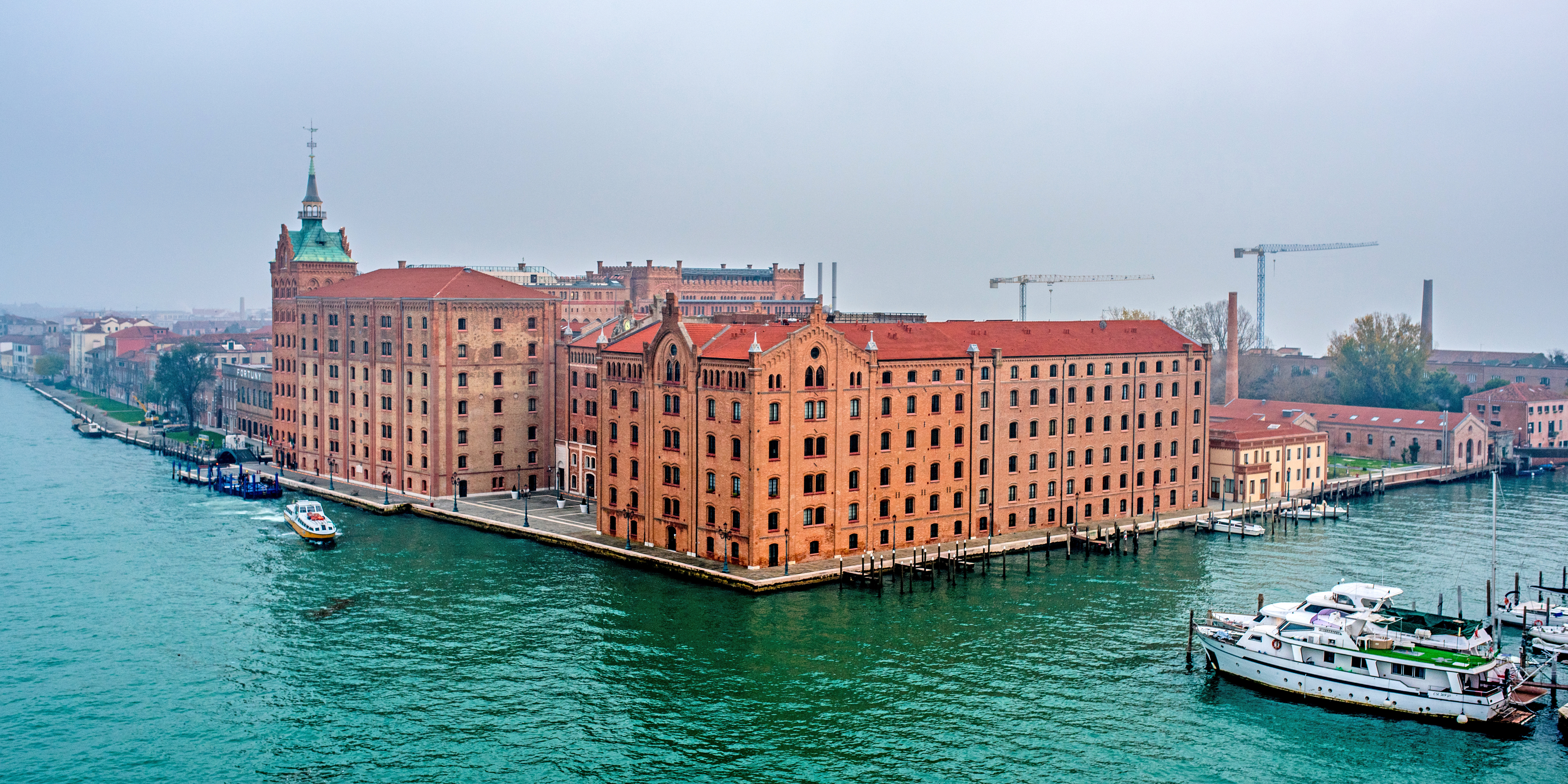
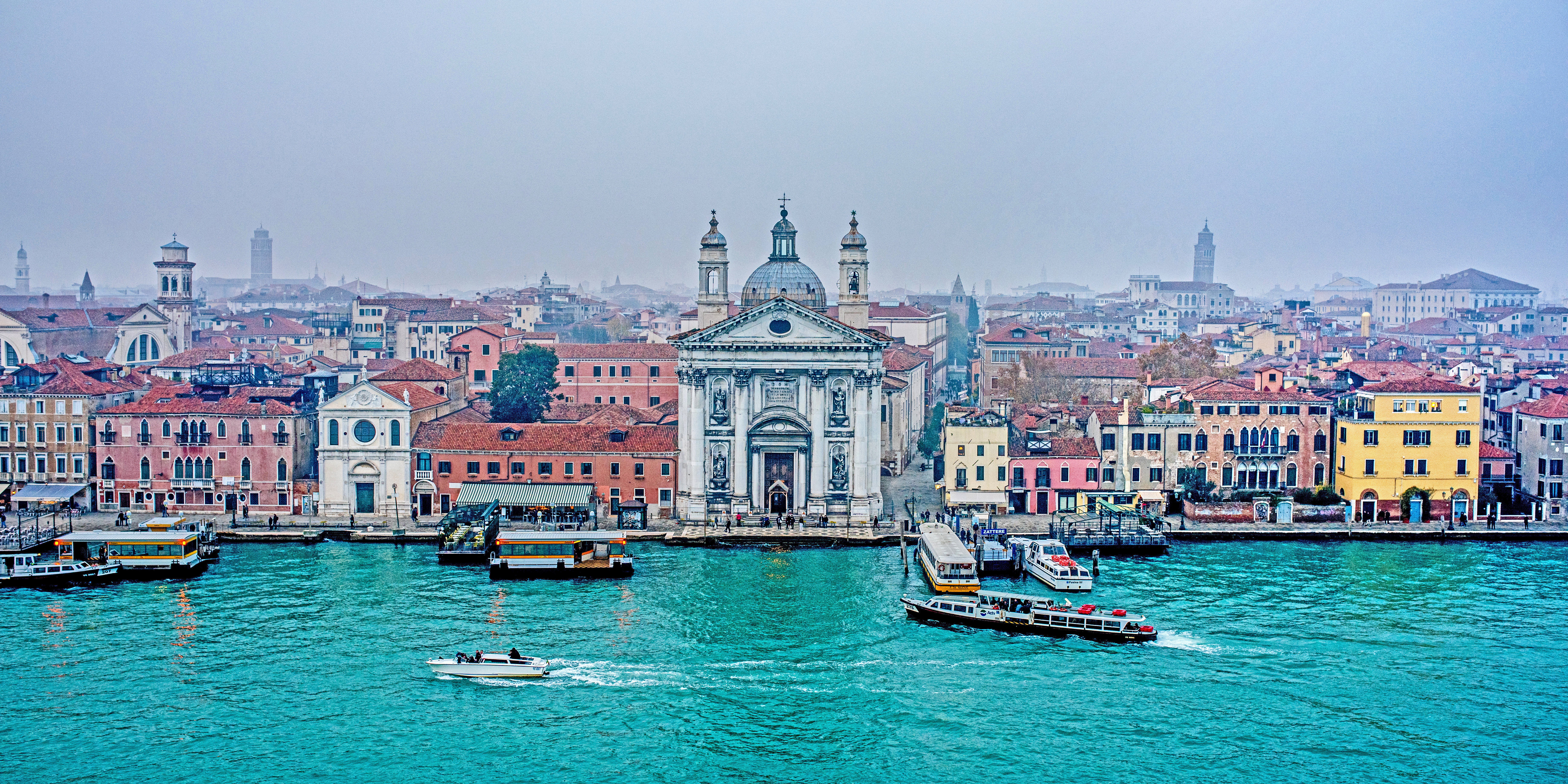
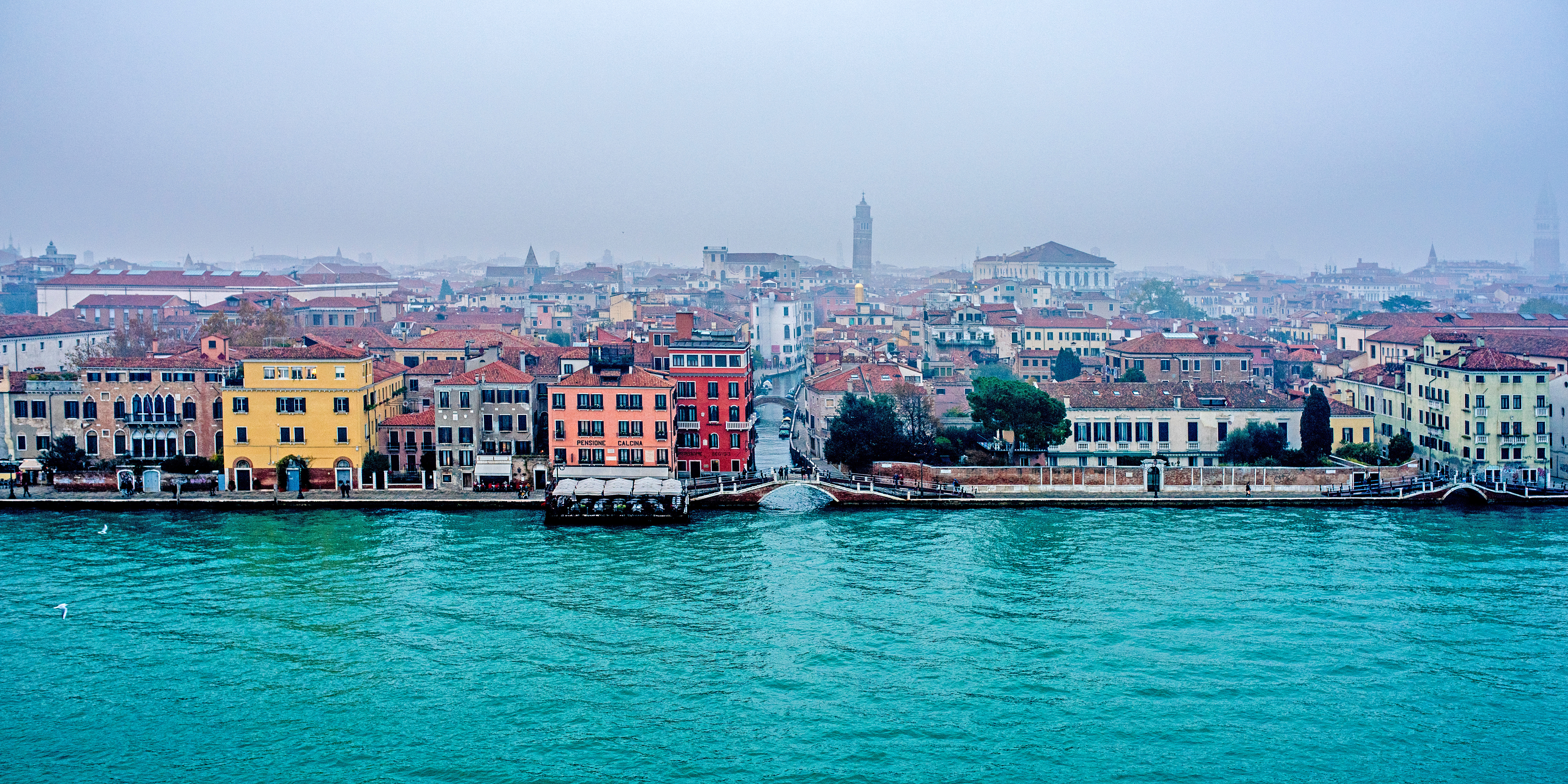
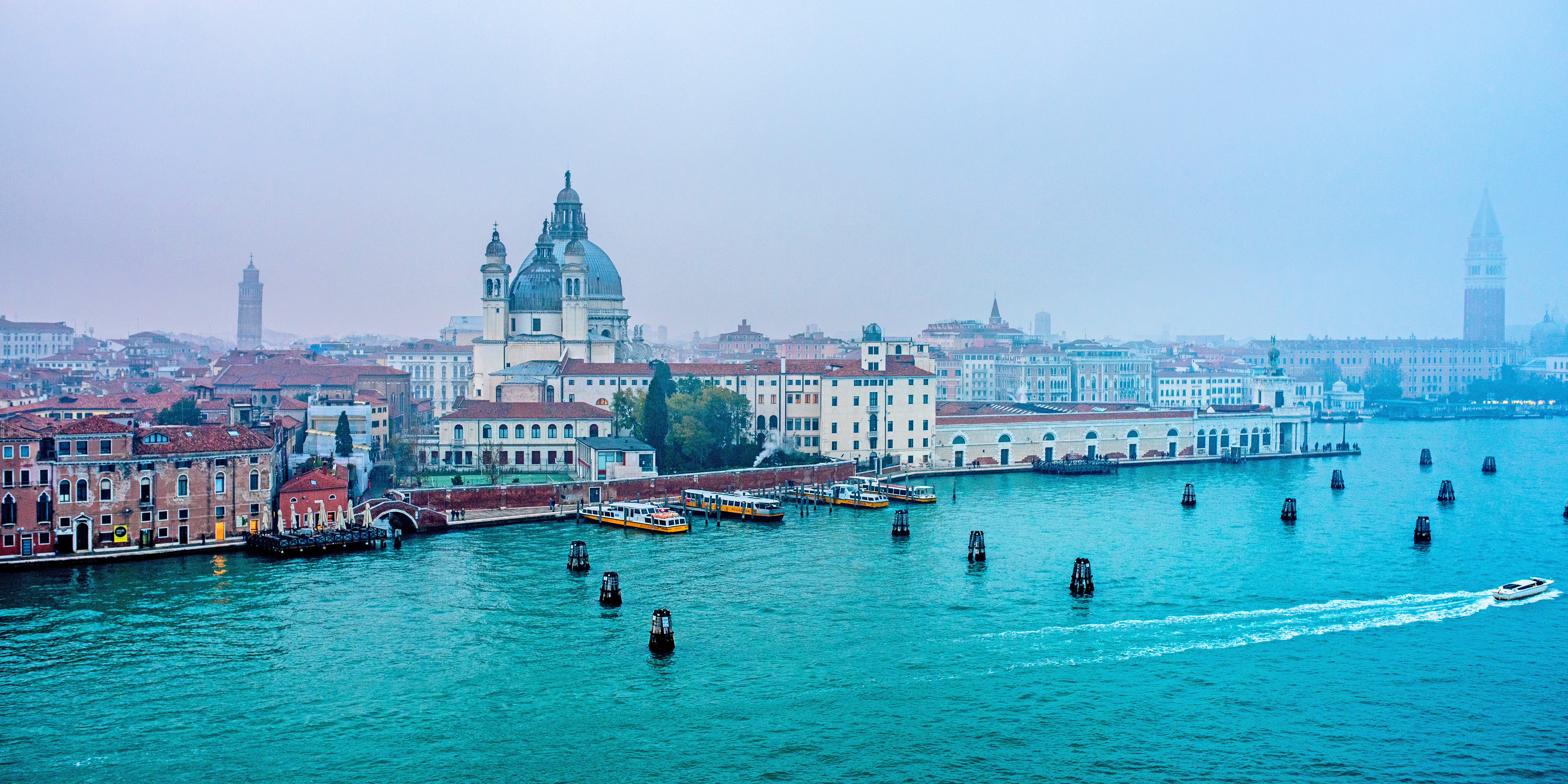
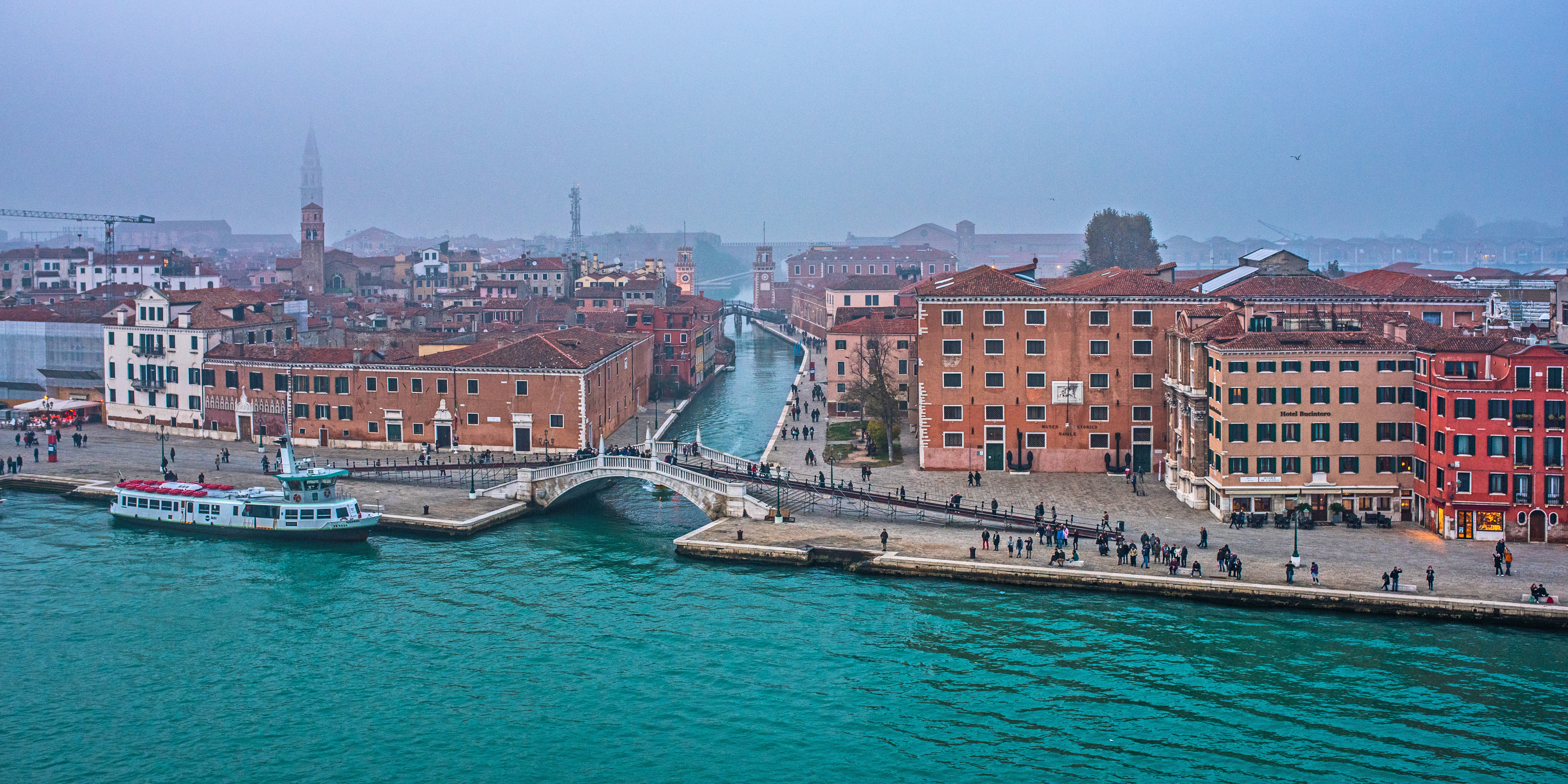
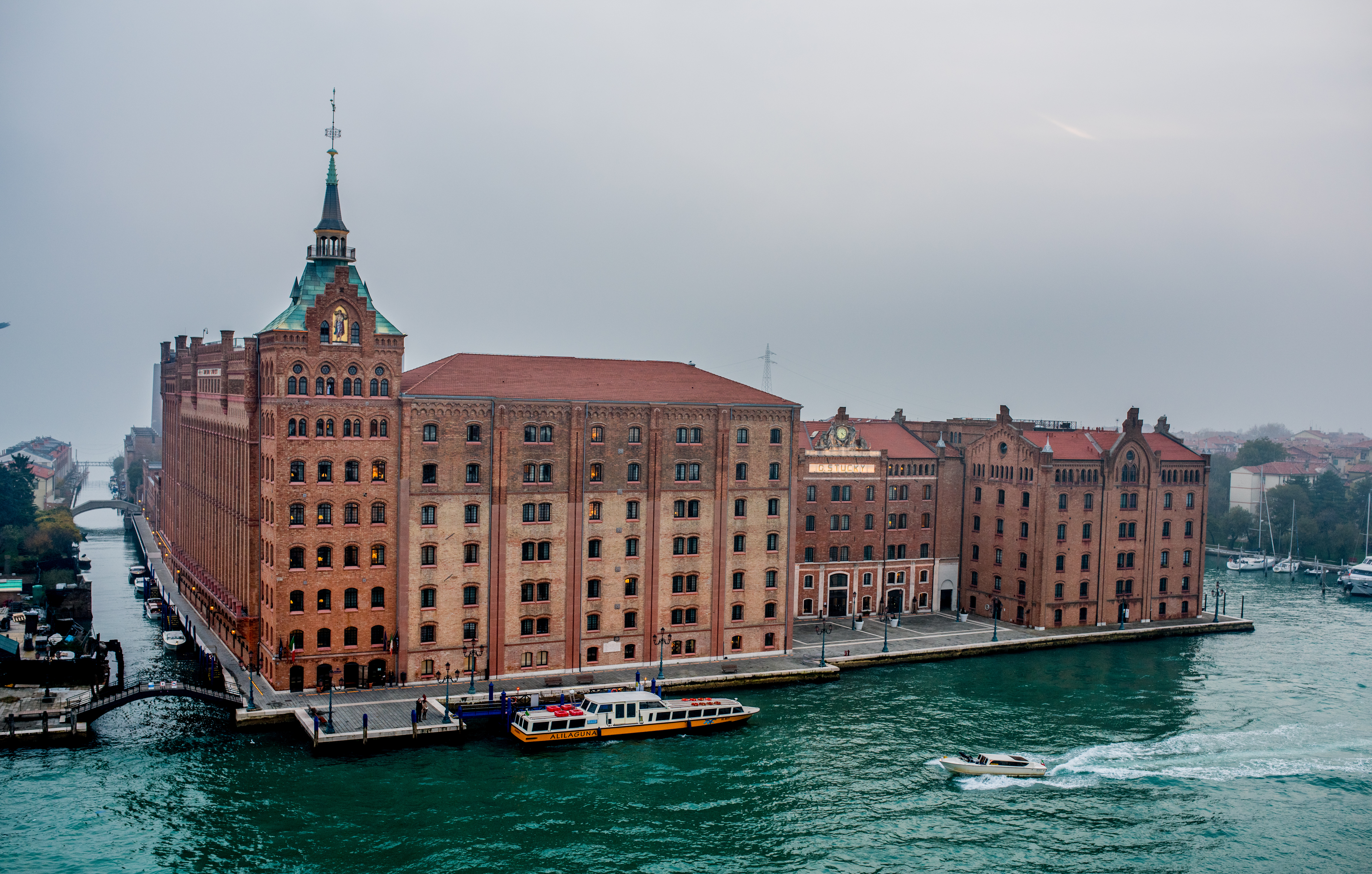
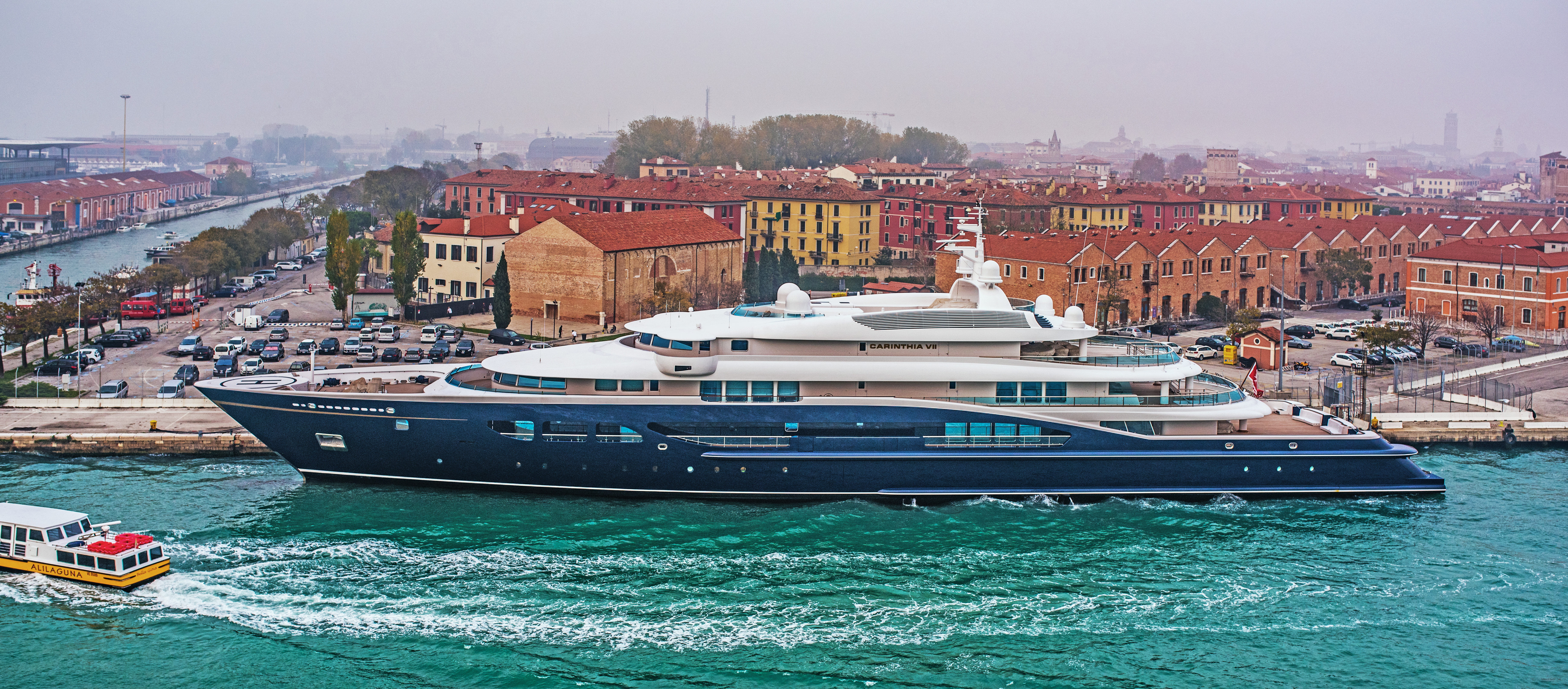